# Otto von Gemmingen († 1517)
Otto von Gemmingen (* um 1450; † 24. Februar 1517) war ein früher Vertreter der Familie von Gemmingen-Steinegg, er hatte Grundbesitz im heutigen Enzkreis. Er zählte 1483 zu den Neugründern der Gesellschaft mit dem Esel. Er hinterließ nur Töchter. Seine Töchter Helena († 1550) und Ursula († 1554) haben den ihnen und ihren Gatten zugefallenen Grundbesitz an Ottos Neffen Dietrich VIII. und Otto verkauft, die die Familienlinie fortsetzten.

## Leben
Er war ein Sohn von Diether von Gemmingen (1398–1478) und der Agnes von Sickingen († 1478). Er schlug zunächst eine geistliche Laufbahn in Mainz ein, resignierte dann aber von seiner Präbende zugunsten von Reinhard von Gemmingen († 1483) aus der Gemminger Familienlinie in Bürg. 1478 unterschrieb er mit seinem Bruder Bernhard bei der Neugründung der Gesellschaft mit dem Esel. 1481 war er beim Turnier in Heidelberg. Im selben Jahr verpfändete er Mühlhausen, Lehningen und Neuhausen an das Kloster Herrenalb auf Ablösung in fünf Jahren. 1482 verschrieb er seiner Frau Ursula die vorgenannten Güter als Witwengut. 1484 erbaute er das Haus Steinegg. Er starb 1517 und ist in Tiefenbronn begraben.
Sein Besitz in Mühlhausen, Lehningen und Neuhausen fiel an seine Töchter Helena und Ursula und deren Gatten. Diese haben den Besitz an Ottos Neffen Dietrich VIII. († 1542) und Otto (1475–1558) verkauft. Weiterer von Otto an die Tochter Helena und ihren Gatten gekommener Besitz gelangte später an die Herren von Helmstatt.

## Familie
Otto war mit Ursula Späthin († 1490) verheiratet. Nach deren Tod heiratete er Agnes von Gültlingen. Alle seine Nachkommen sind aus der zweiten Ehe.
Nachkommen:
- Helena († 1550) ⚭ Friedrich Hattstatt zu Herlersheim
- Ursula († 1554) ⚭ Maxmilian Stump von Schweinsberg, Wilhelm von Neuhausen
- Anna ⚭ Ludwig von Fulach, N. v. Thalheim
- Agnes, 1547 Nonne in Lauffen
- Magdalena, 1547 Nonne in Kilberg
- Margaretha, 1547 Nonne in Kilberg
- Maria, 1545 Nonne in Lauffen
- Kunigunde, Nonne in Säckingen